# Скайлаб

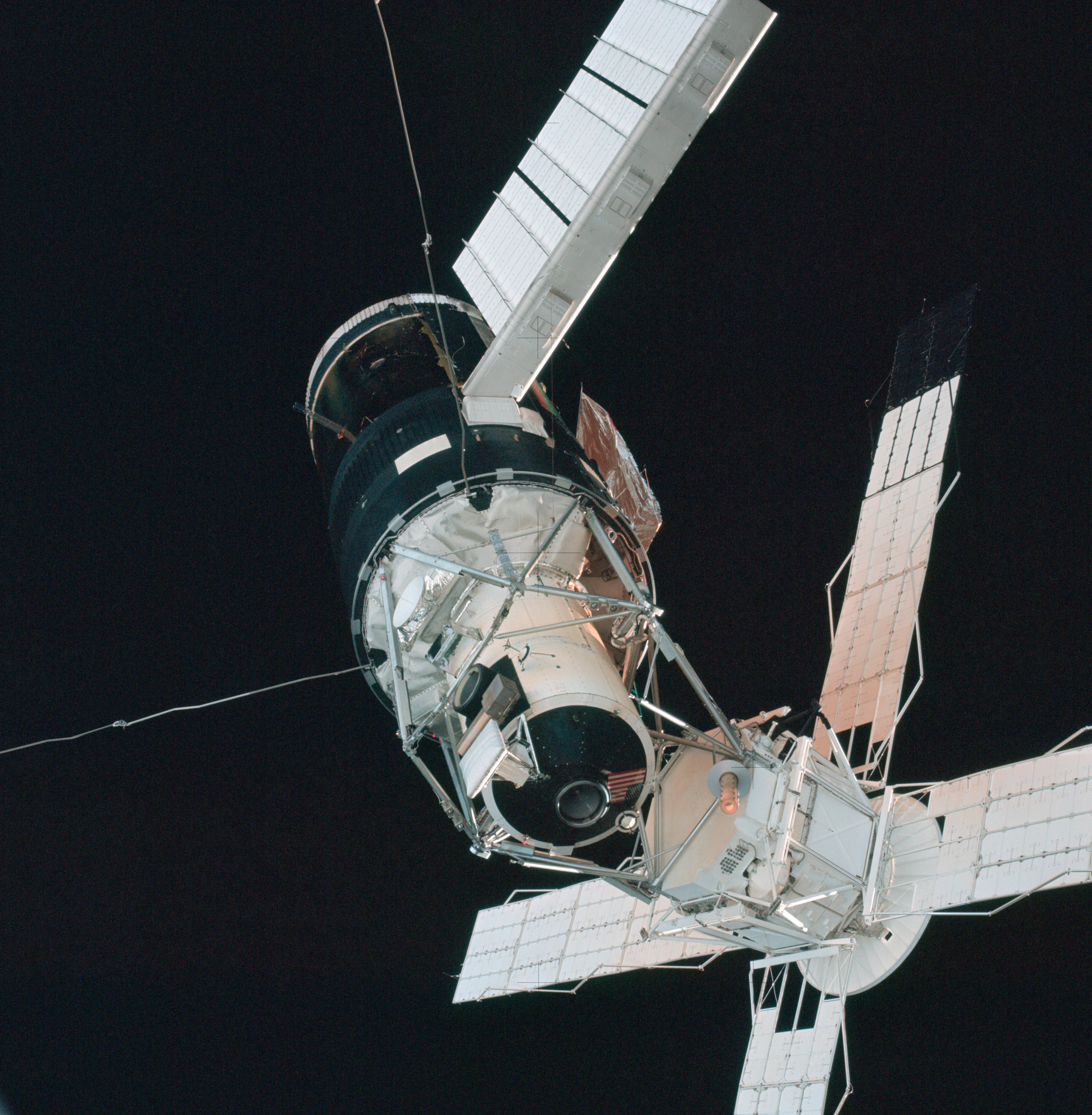
Skylab в польоті на орбіті 1973, попереду стикувальний вузол

«Скайлаб» (англ. Skylab, від англ. sky laboratory «небесна лабораторія») — перша американська орбітальна станція. Перебувала на навколоземній орбіті з 1973 по 1979 роки.
Станція масою 77 т була виведена на орбіту в безпілотному режимі ракетою-носієм «Сатурн V». Три експедиції, що працювали на станції протягом 1973—1974 років, були доставлені модифікованими кораблями «Аполлон», що виводились на орбіту меншим носієм «Сатурн-1Б». Протягом двох останніх пілотованих польотів додатковий «Аполлон» / «Сатурн IB» стояв готовий до старту для порятунку екіпажу на орбіті, якщо у цьому виникне необхідність.
Станція була пошкоджена під час запуску, коли мікрометеоритний щит під дією швидкісного напору повітря відділився від корпусу, відірвавши одну з двох основних панелей сонячних батарей і заклинивши іншу так, що вона не могла розгорнутись. Це призвело до значної нестачі електроенергії і позбавило «Скайлаб» захисту від інтенсивного сонячного опромінення, загрожуючи унеможливити її використання. Найважливішою метою першої експедиції були ремонтні роботи, що полягали передусім у встановленні заміни теплового екрану та звільненні застряглої сонячної батареї.
На станції протягом її функціонування було виконано численні наукові дослідження, зокрема, сонячної корони, природних ресурсів Землі (експеримент EREP); зроблено тисячі фотографій Землі у видимому, інфрачервоному і надвисокочастотному діапазонах.
Існували плани відновлення і повторного використання станції «Скайлаб», які включали підняття і коригування її орбіти з допомогою шатлів. Проте проєкт «Спейс Шаттл» затримувався, а станція, орбіта якої знижувалась несподівано швидко внаслідок підвищеної сонячної активності, увійшла в атмосферу і зруйнувалася над західною Австралією в 1979 році. Подальші (після програми «Скайлаб») проєкти НАСА були пов'язані з космічними лабораторіями — «Спейслеб», «Шаттл — Мир» та космічна станція «Фрідом» (пізніше — Міжнародна космічна станція).
Повна вартість програми «Скайлаб» становила близько 3 млрд доларів США у цінах того часу.

## Історія
Перші проєкти орбітальних станцій з'являлися у СРСР і США з кінця 1950-х років. Одним з найпоширеніших варіантів була переробка верхнього ступеня ракети-носія в повноцінний орбітальний модуль.
У 1963 році Повітряні сили США запропонували проєкт військової розвідувальної станції «Пілотована орбітальна лабораторія» (англ. Manned Orbiting Laboratory, MOL) на базі верхнього ступеня ракети «Аджена» — проєкт розроблявся, але не був реалізований.
Приблизно в той же час Вернер фон Браун представив концепцію «Практичного застосування програми Аполлон», де серед іншого передбачалося використовувати верхній ступінь ракети «Сатурн-1Б» як житловий простір орбітальної станції. Фактично станція виконувала два завдання — спочатку виводила себе на орбіту як ракетний ступінь, потім звільнений бак рідкого водню дообладнували і ступінь перетворювався на орбітальний модуль. Передбачалася наявність стикувального вузла, сонячних батарей та іншого обладнання. Проєкт під робочою назвою «Орбітальна майстерня» (англ. Orbital Workshop) знайшов підтримку керівництва НАСА, почалася реалізація.
Значне скорочення космічного бюджету на початку 70-х років змусило НАСА переглянути свої програми. Значно скоротили програму орбітальних станцій. З іншого боку, після скасування місячних експедицій «Аполлон» -18, -19, -20 у розпорядженні НАСА залишився запас надважких ракет «Сатурн V», які легко могли вивести на орбіту повністю оснащену орбітальну станцію, варіант з дообладнанням водневого бака ставав неактуальним. Остаточний варіант отримав назву «Скайлаб» — «Небесна лабораторія».

## Конструкція
Скайлаб була побудована на основі корпусу верхнього ступеня ракети «Сатурн-1Б». Корпус був вкритий теплоізоляцією, внутрішній простір баків було пристосовано для життя і наукових досліджень.

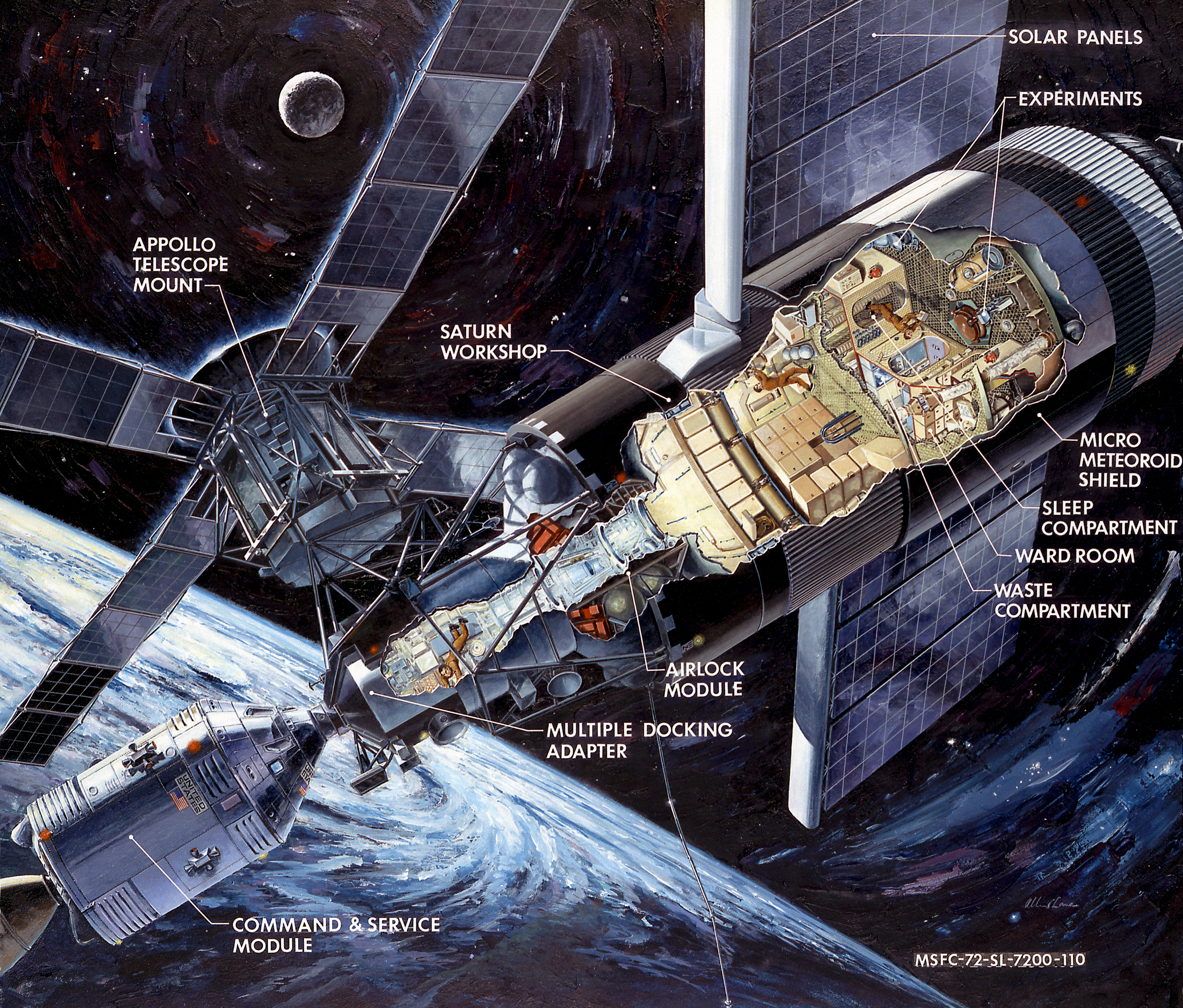
Схематичне зображення «Скайлаб» в розрізі, що дає уявлення про розміри станції. Зліва — пристикований транспортний корабель КК Аполлон

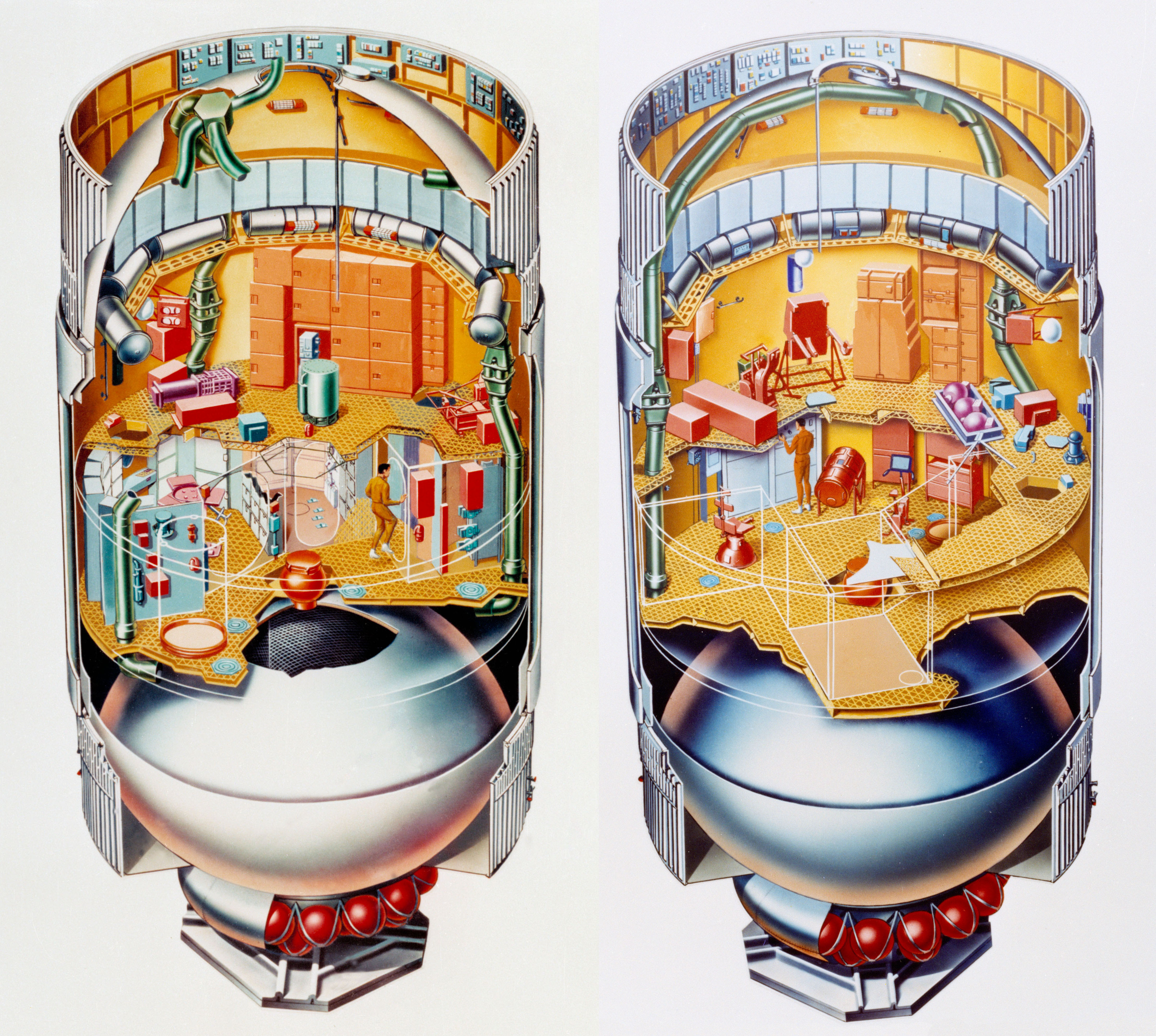
Схематичне зображення. Всередині «Скайлаба»

У верхній частині корпусу були встановлені відсік обладнання, шлюзова камера з основним осьовим і резервним бічним стикувальним вузлами довжиною 5,28 м і діаметром 3 м, до якої був прикріплений масивний відсік астрофізичних наукових приладів «Телескоп Аполлон» (англ. ATM Apollo Telescope Mount) — сонячна обсерваторія, що працювала у багатьох ділянках спектру. Після виходу на орбіту відсік повертався на 90 °, відкриваючи доступ до осьового стикувального вузла.
Стикувальний модуль мав два стикувальні вузли і шлюзову камеру з люками для виходів у відкритий космос.
Порожній водневий бак ступеня утворював орбітальний блок станції внутрішнім діаметром 6,6 м, розгороджений ґратчастими перегородками на лабораторний (ЛВ) і побутовий (ПВ) відсіки висотою 6 м і 2 м. Кисневий бак використовувався для збору відходів. В ЛВ виконувались наукові експерименти, у ПВ екіпаж відпочивав, готував і вживав їжу, спав, виконував процедури особистої гігієни. Все необхідне для діяльності трьох екіпажів перебувало на борту «Скайлаба» під час запуску: 907 кг продуктів і 2722 кг води.
Система електропостачання станції складалася з шести панелей сонячних батарей (СБ): основних, що розгорталися на корпусі у вигляді двох великих крил, і чотирьох, що розкривалися хрестоподібно на блоці АТМ. Також електричну енергію постачали паливні елементи пристикованого корабля Аполлон.
Зовнішня довжина комплексу «Скайлаб» з пристикованим транспортним кораблем Аполлон — 36 м, маса — 91,1 т. У житлових відсіках загальним обсягом 352,4 м³ підтримувалася штучна киснево-азотна атмосфера (74 % кисню і 26 % азоту) з тиском 0,35 атм і температурою 21—32 °С.
«Скайлаб» мала величезний внутрішній обсяг, надаючи практично необмежену свободу пересувань, наприклад легко можна було стрибати від стінки до стінки під час занять гімнастикою. Астронавти вважали побутові умови на станції вельми комфортними: зокрема, там був встановлений душ. Був і спеціалізований туалет — шафа розміром з автомат для продажу газованої води з трьома сечоприймачами, який робив автоматичний аналіз сечі; для зручності фіксації тіла перед ним до підлоги були прикріплені гумові капці. Вода не регенерувалася. Кожен астронавт мав невеликий окремий відсік-каюту — нішу зі шторкою, де було спальне місце і ящик для особистих речей.
У задній частині розташовувався великий бак для відходів, паливні баки для двигунів маневрування, а також тепловий радіатор.

## Запуск

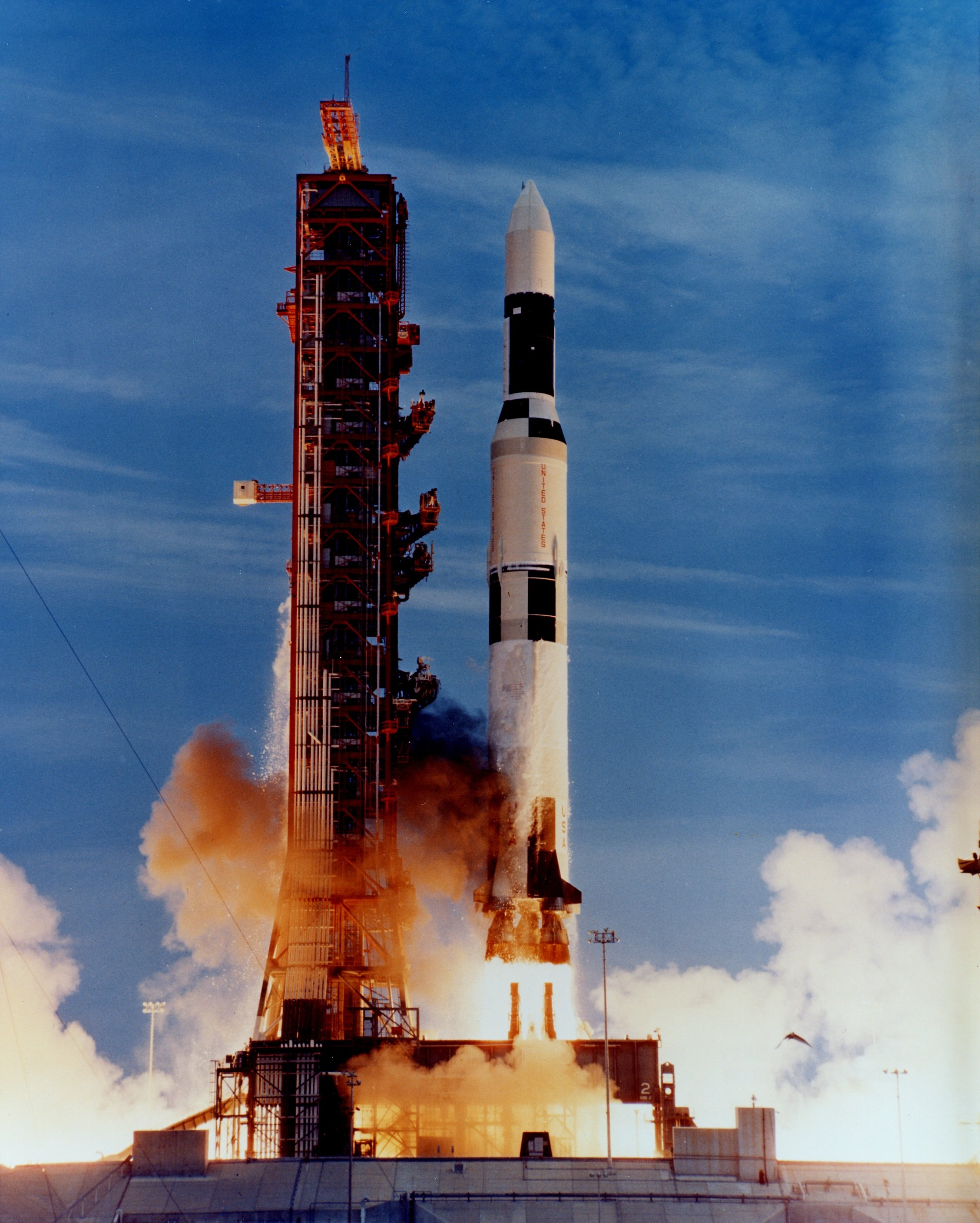
Запуск РН «Сатурн V» із орбітальною станцією «Скайлаб»

«Скайлаб» запустили 14 травня 1973 року о 17:30 UTC ракетою-носієм «Сатурн V», а через добу ракетою «Сатурн-1Б» на станцію мала вирушити перша експедиція в складі командира — Чарлза Конрада, пілота командного модуля — Пола Вайтца та лікаря Джозефа Кервіна.
«Скайлаб» вийшла на майже кругову орбіту висотою 435 км, розкрилися сонячні батареї на ATM, проте одна СБ на корпусі станції не розкрилася, а інша відірвалася. Як показало розслідування, при виведенні зі станції зірвало теплоізоляційний екран (що виконував також функцію захисту від метеоритів, який вирвав одну СБ і заклинив іншу. Незабаром на станції почала зростати температура, досягнувши всередині 38 °C, а назовні −80 °C. «Скайлаб» залишилася без електропостачання і терморегуляції, експлуатувати її було практично неможливо. Для вирішення ситуації на станцію вирішено доставити заміну екрану — своєрідну «парасольку», полотнище, натягнуте на 4 розсувні спиці. «Парасолька» була в найкоротші терміни виготовлена і 25 травня надіслана на станцію разом з першою експедицією.

## Експедиції на «Скайлаб»
На станції побували, як і планувалося, три експедиції. Основним завданням експедицій було вивчення адаптації людини до умов невагомості і проведення наукових експериментів. Оскільки сам запуск станції мав позначення SL-1 («Скайлаб-1»), три пілотовані польоти мали номери 2, 3 і 4.
- Перша експедиція «SL-2» («Скайлаб-2») (Чарлз Конрад, Пол Вайтц, Джозеф Кервін) тривала 28 діб (25.05.1973 — 22.06.1973) і мала не стільки науковий, скільки ремонтний характер. Під час кількох виходів у космос астронавти розкрили заклинену сонячну батарею і відновили терморегуляцію станції за допомогою встановленої теплозахисної «парасольки».

- Друга експедиція «SL-3» («Скайлаб-3») у складі Алана Біна, Джека Лусми і Овена Герріотта вирушила на станцію 28.07.1973 і провела на орбіті 59 діб. Під час виходу у відкритий космос було встановлено другий теплоізоляційний екран, були також виконані операції, пов'язані із заміною гіроскопів[2].

- Третя і остання експедиція «SL-4» («Скайлаб-4») (Джералд Карр, Едвард Гібсон, Вільям Поуг) стартувала 16 листопада 1973 року і встановила рекорд тривалості перебування людини в космосі — 84 доби, який був побитий у 1977 році на «Салюті-6» — 96 діб. Джералд Карр, Едвард Гібсон і Вільям Поуг вирушили в космос на кораблі «Аполлон» 16 листопада 1973 року, а повернулися на Землю наступного року — 8 лютого 1974 року. Карр, Гібсон і Поуг стали першими астронавтами, які зустріли «Новий рік у космосі». Під час виходу у відкритий космос був виправлений радар для вивчення земних природних багатств[2]

Виходи у відкритий космос під час експедицій здійснювались для регулярної зміни плівки астрономічних інструментів, встановлених на зовнішній стороні станції. Незважаючи на численні труднощі, експедиціями на «Скайлабі» було виконано чимало біологічних, технічних і астрофізичних експериментів. Найбільш важливими були телескопічні спостереження Сонця в рентгенівському та ультрафіолетовому діапазонах, було знято безліч спалахів, відкриті корональні діри.
| Польоти                    | Емблеми | Командир                             | Пілот                                | Науковець                            | Дата запуску            | Дата посадки            | Тривалість (діб) |
| -------------------------- | ------- | ------------------------------------ | ------------------------------------ | ------------------------------------ | ----------------------- | ----------------------- | ---------------- |
| Скайлеб-1 «SL-1»           |         | Безпілотний запуск космічної станції | Безпілотний запуск космічної станції | Безпілотний запуск космічної станції | 14.05.1973 17:30:00 UTC | 11.07.1979 16:37:00 UTC | 2248,96          |
| Скайлаб-2 «SL-2» («SLM-1») |         | Чарлз Конрад                         | Пол Вайтц                            | Джозеф Кервін                        | 25.02.1973 13:00:00 UTC | 22.06.1973 13:49:48 UTC | 28,03            |
| Скайлаб-3 «SL-3» («SLM-2») |         | Алан Бін                             | Джек Лаусма                          | Овен Герріотт                        | 28.07.1973 11:10:50 UTC | 25.09.1973 22:19:51 UTC | 59,46            |
| Скайлаб-4 «SL-4» («SLM-3») |         | Джералд Карр                         | Вільям Поуг                          | Едвард Гібсон                        | 16.11.1973 14:01:23 UTC | 08.02.1974 15:16:53 UTC | 84,04            |

## Завершення проєкту

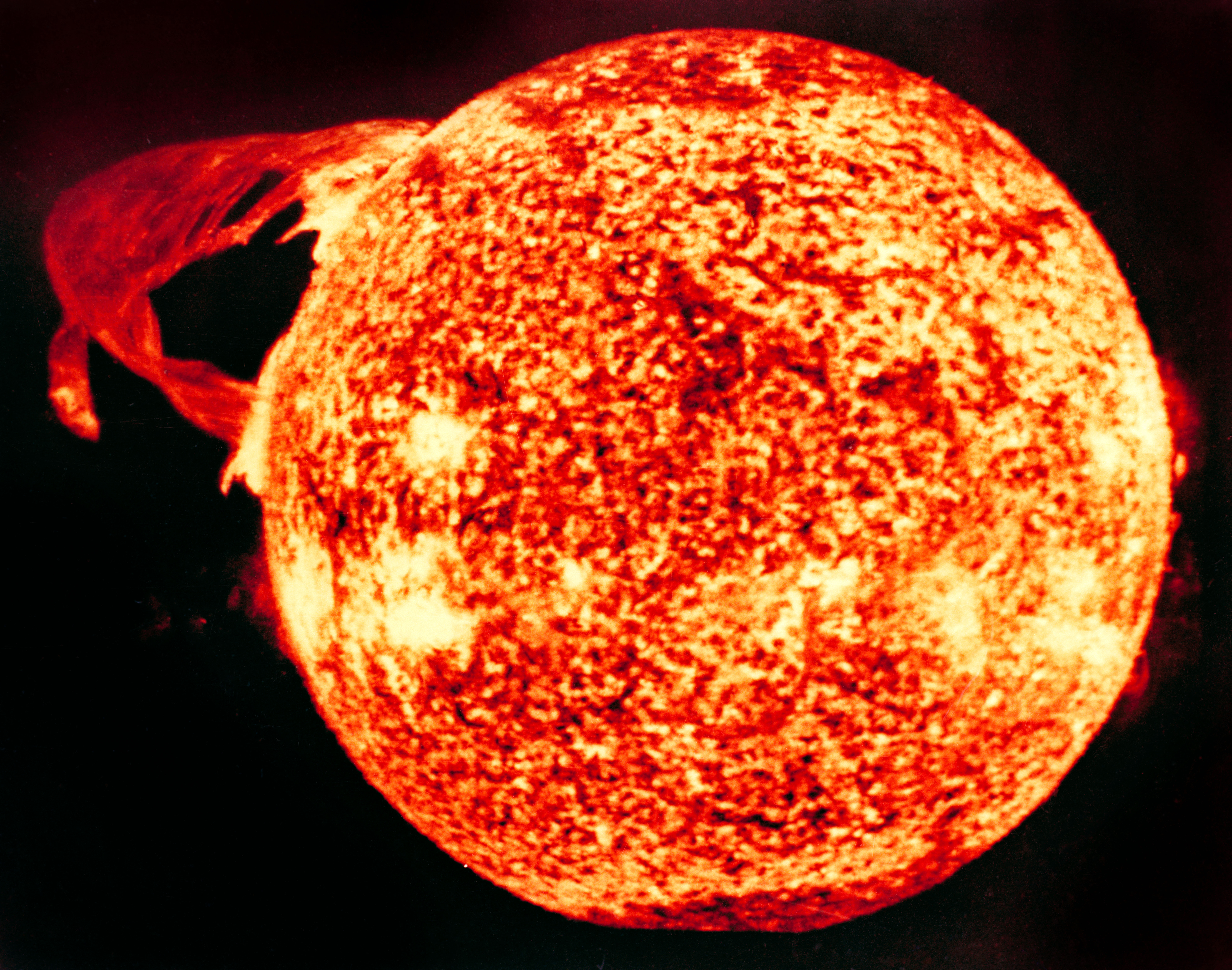
Сонячний спалах. Знімки зі «Скайлаба»

Пропонувався 20-денний політ SL-5 «Скайлаб-5» для наукових експериментів і підняття орбіти станції.
Обговорювалися способи зберегти «Скайлаб» до початку польотів багаторазових кораблів «Спейс Шаттл», після чого експлуатувати не менше 5 років.
Програма «Скайлаб — Шаттл» передбачала один політ для істотного підняття орбіти за допомогою рушійного модуля, доставленого шатлом, два польоти експедицій відновлення з доставкою нового стикувального вузла в першому, а потім регулярні багатомісячні експедиції з доведенням екіпажу на станції до шести-восьми осіб, пристикування нового більшого шлюзового модуля, інших модулів (зокрема не призначених для вільного польоту шаттлових лабораторій «Спейслеб») і ферм, а також, можливо, дообладнання використаним зовнішнім баком системи Шаттл більшого розміру.
Після польоту ЕПАС (Союз — Аполлон) існувала пропозиція створити комплекс Скайлаб — Салют. Остаточного рішення і фінансування не було ухвалено.

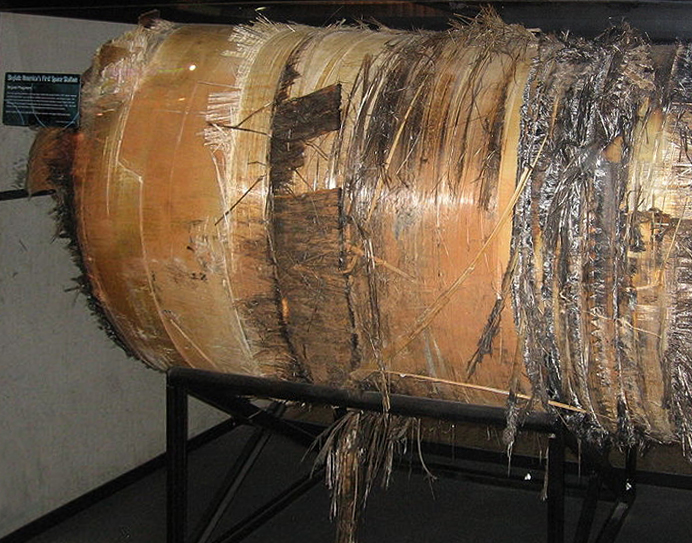
Фрагмент «Скайлаба»

Зростання сонячної активності призвело до збільшення щільності атмосфери на висоті орбіти «Скайлаб», зниження станції прискорилося. Підйом станції на вищу орбіту був неможливий, оскільки у неї не було власного двигуна (підйом орбіти здійснювався тільки двигунами пристикованих КК «Аполлон», в яких на станцію прибували екіпажі). Центр управління польотом зорієнтував станцію на вхід в атмосферу о 16:37 за Гринвічем 11 липня 1979 року. Районом затоплення станції передбачалася точка за 1300 км на південь від Кейптауна, ПАР. Проте помилка в розрахунках в межах 4 % і той факт, що станція руйнувалася повільніше, ніж передбачалося, привели до зміщення точки падіння незгорілих уламків: частина з них впала в західній Австралії на південь від міста Перт. Деякі уламки були виявлені між містами Есперанс і Роулін і зараз експонуються в музеях.

## Галерея

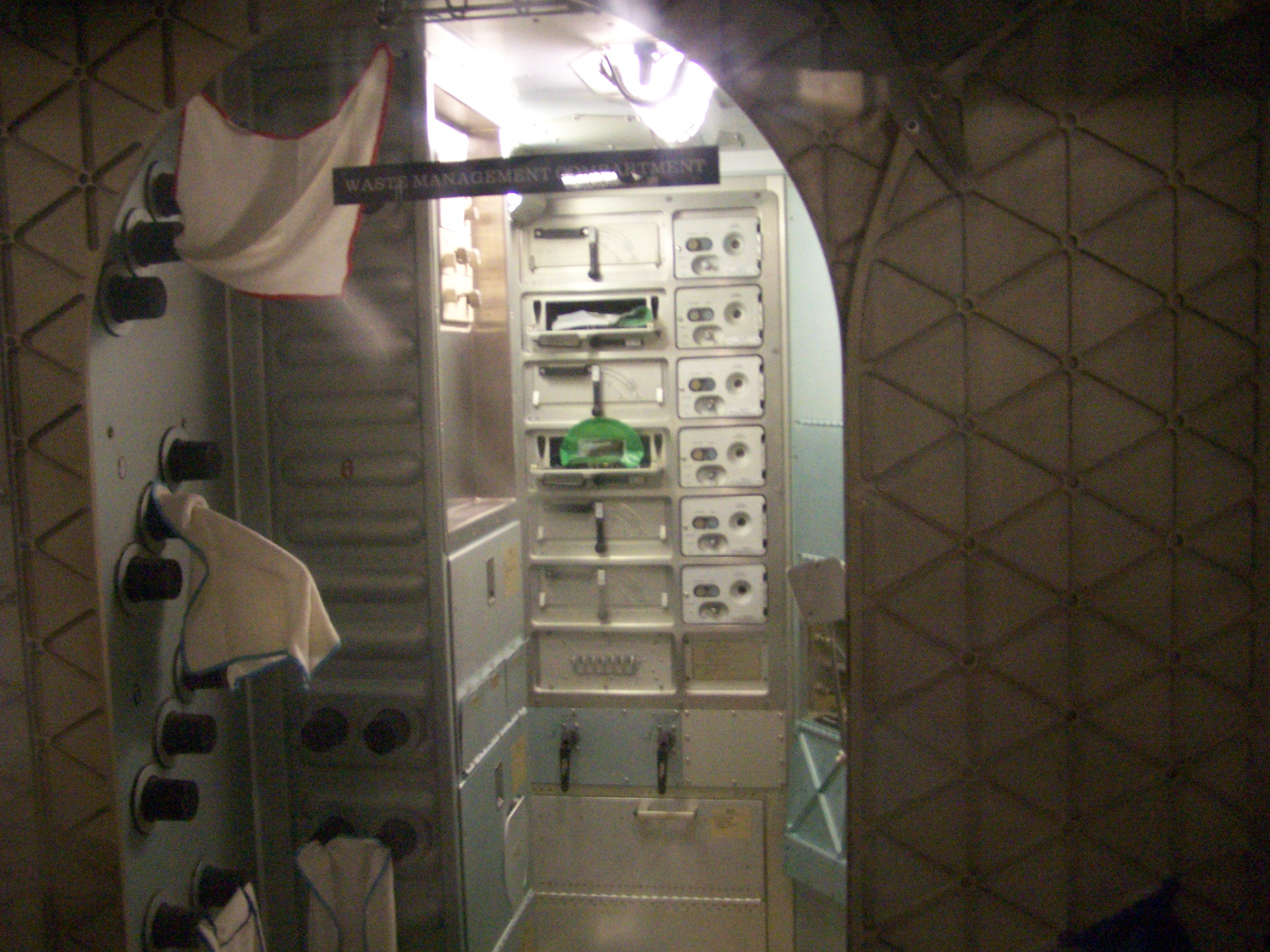
Засоби поводження з відходами в резервній «Скайлеб» в Національному музеї авіації та космонавтики США.
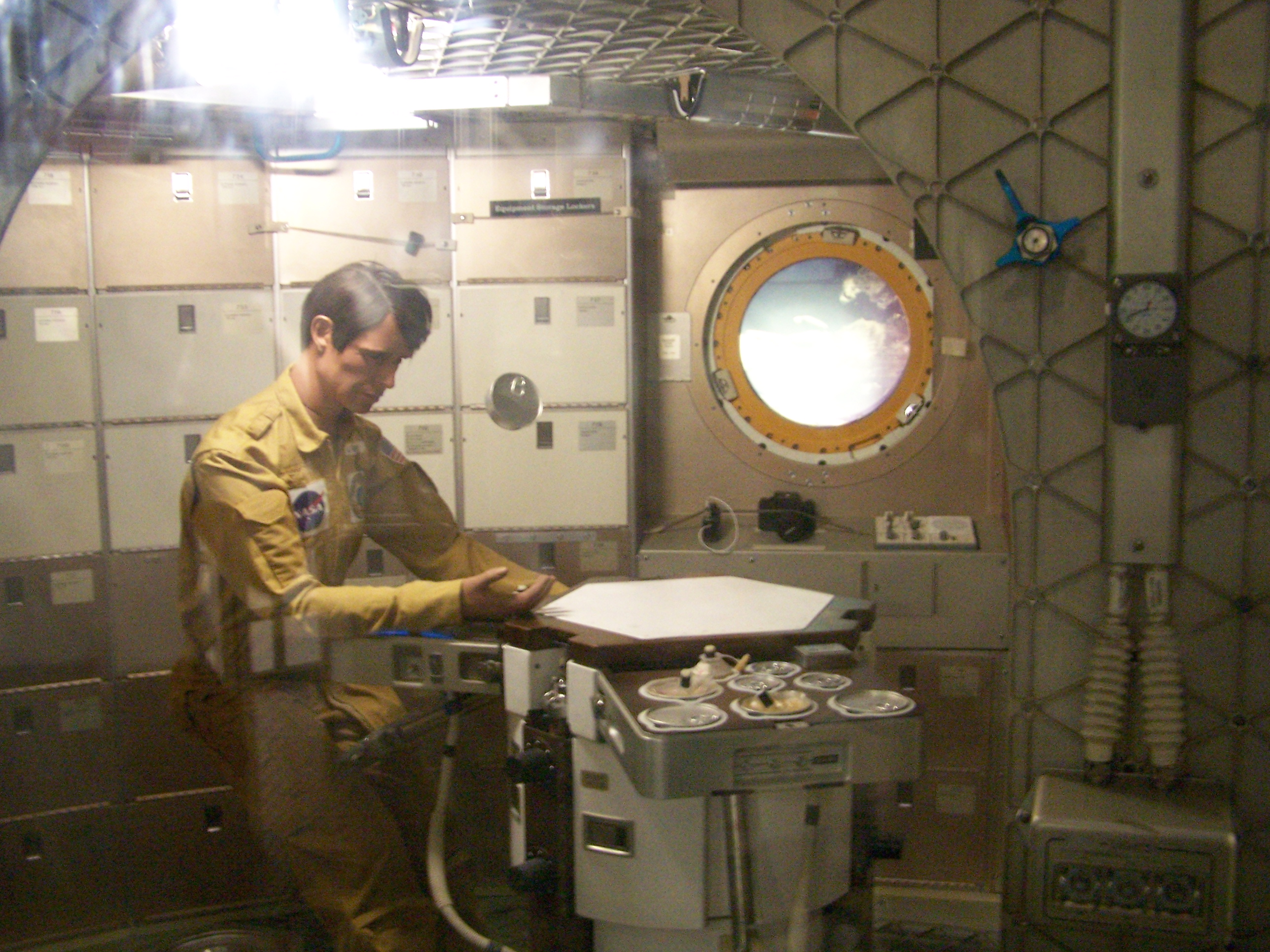
Астронавт-манекен обідає на борту резервної «Скайлеб» в Національному музеї авіації та космонавтики Смітсонівського інституту.
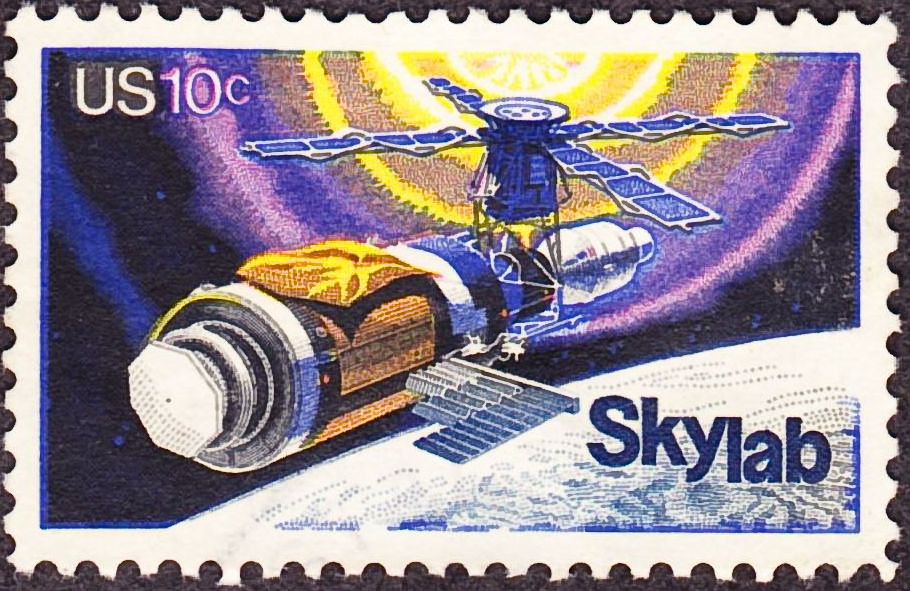
Космічна лабораторія США з дослідження космосу. Ювілейна марка, випуск 1974 року. Показано станцію після початкового ремонту станції, зокрема парасольку.
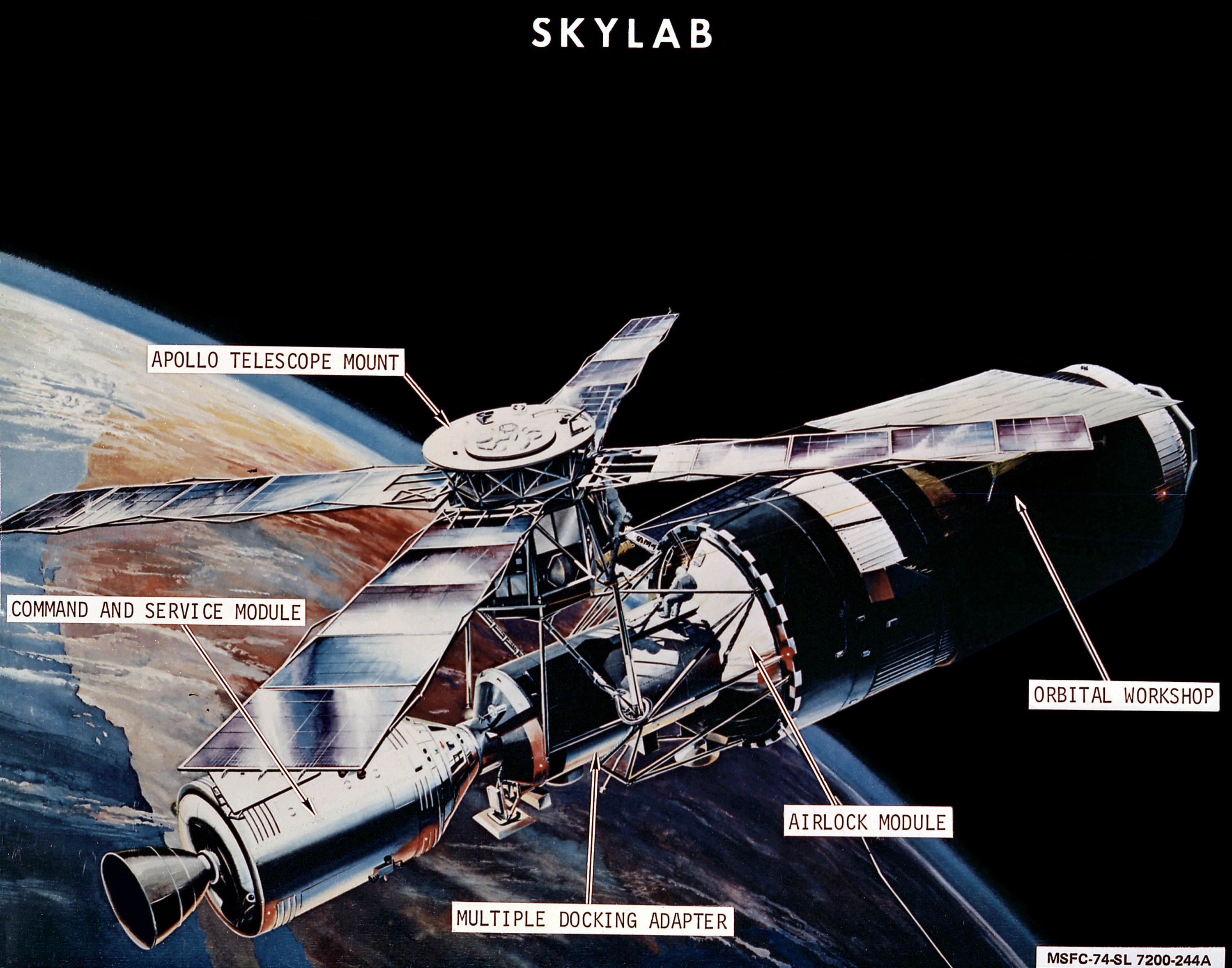
Ілюстрація конфігурації Скайлаб із пристикованим кораблем «Аполлон».
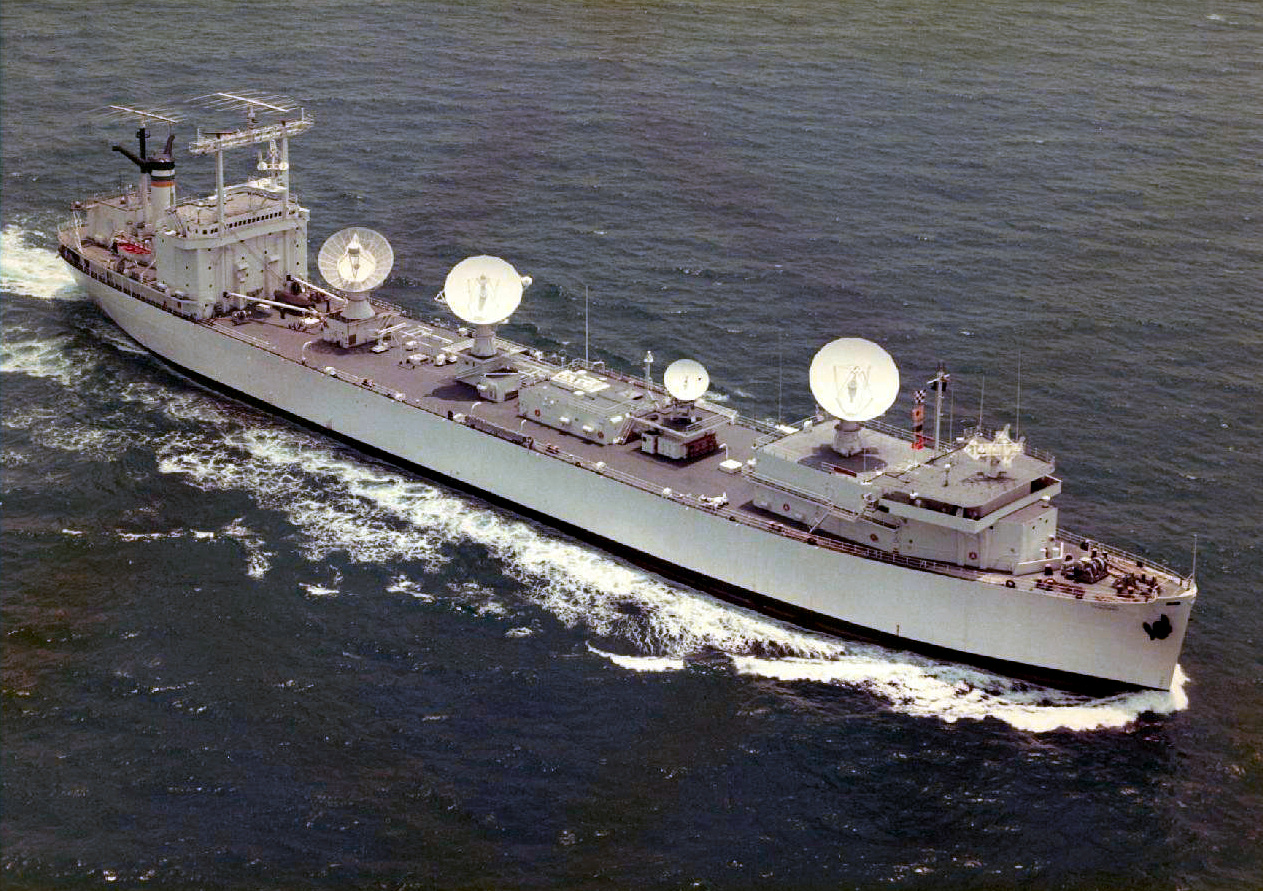
Корабель НАСА для стеження за Скайлаб. Зверніть увагу на радар стеження і антени телеметрії.